# Liste der denkmalgeschützten Objekte in Kremsmünster
Die Liste der denkmalgeschützten Objekte in Kremsmünster enthält die 42 denkmalgeschützten, unbeweglichen Objekte der Gemeinde Kremsmünster im Bezirk Kirchdorf (Oberösterreich).

## Denkmäler
| Foto |                 | Denkmal                                                                                        | Standort                                                      | Beschreibung | Metadaten |
| ---- | --------------- | ---------------------------------------------------------------------------------------------- | ------------------------------------------------------------- | --- | --- |
| ja   | Datei hochladen | Ansitz, Auhof in Kremsmünster HERIS-ID: 62595 Objekt-ID: 75154                                 | Au 24 Standort KG: Au                                         | | BDA-Hist.: Q38100482 Status: Bescheid Stand der BDA-Liste: 2025-06-30 Name: Ansitz, Auhof in Kremsmünster GstNr.: .44 Ansitz Auhof in Kremsmünster |
| ja   | Datei hochladen | Ehem. Pfarrhaus, ehem. Volksschule HERIS-ID: 52209 Objekt-ID: 58688                            | Kirchberg 19 Standort KG: Kirchberg                           | | BDA-Hist.: Q38049885 Status: § 2a Stand der BDA-Liste: 2025-06-30 Name: Ehem. Pfarrhaus, ehem. Volksschule GstNr.: .31, .32 |
| ja   | Datei hochladen | Brunnen HERIS-ID: 91658 Objekt-ID: 106466                                                      | bei Kirchberg 19 Standort KG: Kirchberg                       | | BDA-Hist.: Q37756179 Status: § 2a Stand der BDA-Liste: 2025-06-30 Name: Brunnen GstNr.: 29 |
| ja   | Datei hochladen | Ehem. Altenheim HERIS-ID: 38004 Objekt-ID: 37494                                               | Kirchberg 21 Standort KG: Kirchberg                           | | BDA-Hist.: Q37978362 Status: Bescheid Stand der BDA-Liste: 2025-06-30 Name: Ehem. Altenheim GstNr.: .30 |
| ja   | Datei hochladen | Pfarrhaus St. Stephan, vormals Wohnhaus HERIS-ID: 91654 Objekt-ID: 106461seit 2019             | Kirchberg 22 Standort KG: Kirchberg                           | | BDA-Hist.: Q105646638 Status: Bescheid Stand der BDA-Liste: 2025-06-30 Name: Pfarrhaus St. Stephan, vormals Wohnhaus GstNr.: .28/2 |
| ja   | Datei hochladen | Friedhof und Friedhofskapelle HERIS-ID: 92139 Objekt-ID: 107036                                | bei Kirchberg 22 Standort KG: Kirchberg                       | | BDA-Hist.: Q37758282 Status: § 2a Stand der BDA-Liste: 2025-06-30 Name: Friedhof und Friedhofskapelle GstNr.: 23 Friedhof Kirchberg Kremsmünster |
| ja   | Datei hochladen | Mesnerhaus HERIS-ID: 91653 Objekt-ID: 106460                                                   | Kirchberg 23 Standort KG: Kirchberg                           | | BDA-Hist.: Q37756161 Status: § 2a Stand der BDA-Liste: 2025-06-30 Name: Mesnerhaus GstNr.: .29/1 |
| ja   | Datei hochladen | Kath. Filialkirche hl. Stephan HERIS-ID: 52210 Objekt-ID: 58690                                | bei Kirchenweg 5 Standort KG: Kirchberg                       | Der erste Bau stammt aus dem Jahre 1098. Auf Grund zahlreicher Erneuerungen kann man an der Kirche neben romanischen auch gotische und barocke Elemente erkennen. Seit der letzten großen Umgestaltung zeigt sich der Innenraum in zarten Farben im Stile des Rokoko. Das Langhaus hat drei Schiffe mit je vier Jochen, die mit böhmischen Kappen überspannt sind. Der Chor schließt übergangslos an das Langhaus an. Er hat zwei Joche, einen 5/8-Schluss und ist mit einer Kuppel versehen. Die geschwungene Orgelempore wird von Konsolen getragen. Die Seitenschiffe enden in einjochigen Kapellen die mit barocken schmiedeeisernen Gittern abgesperrt sind. Die Verzierungen der Joche, Säulen und Kappen bestehen überwiegend aus Stuck. Der Hochaltar ist in einem Achtel des Schlusses eingebaut. Die Orgel wurde 1682 von einem Passauer Meister zuerst für das Stift Kremsmünster angefertigt. 1855 verkaufte das Stift die Orgel an die Kirchberger Kaplanei. Der Turm ist an der Basis romanisch und gotisch, die Glockenstube ist barock. Der Doppelzwiebelhelm wurde 1986 nach einem schweren Sturmschaden gemäß seinem barocken Vorbild erneuert. Bemerkenswert auch, dass die vier Glocken wegen ihres kunsthistorischen Wertes in keinem der großen Kriege eingeschmolzen wurden. | BDA-Hist.: Q38049910 Status: § 2a Stand der BDA-Liste: 2025-06-30 Name: Kath. Filialkirche hl. Stephan GstNr.: .25 Kath. Filialkirche hl. Stephan, Kirchberg (Kremsmünster) |
| ja   | Datei hochladen | Schloss Kremsegg, Wohnschloss HERIS-ID: 38016 Objekt-ID: 37513                                 | Schloss Kremsegg 1 Standort KG: Kremsegg                      | → Hauptartikel : Schloss Kremsegg f1 | BDA-Hist.: Q2241933 Status: Bescheid Stand der BDA-Liste: 2025-06-30 Name: Schloss Kremsegg, Wohnschloss GstNr.: .31/1 Schloss Kremsegg |
| ja   | Datei hochladen | Getreidekasten von Schloss Kremsegg HERIS-ID: 98050 Objekt-ID: 113927                          | Schloss Kremsegg 2 Standort KG: Kremsegg                      | | BDA-Hist.: Q37771178 Status: Bescheid Stand der BDA-Liste: 2025-06-30 Name: Getreidekasten von Schloss Kremsegg GstNr.: .31/2 Schloss Kremsegg |
| ja   | Datei hochladen | Sog. Mödlhammerhaus/Salomonhaus, Haus in der Zaglau HERIS-ID: 85798 Objekt-ID: 100021          | Hauptstraße 11 Standort KG: Kremsmünster                      | | BDA-Hist.: Q37712633 Status: Bescheid Stand der BDA-Liste: 2025-06-30 Name: Sog. Mödlhammerhaus/Salomonhaus, Haus in der Zaglau GstNr.: .50 Salomonhaus, Kremsmünster |
| ja   | Datei hochladen | Kath. Filialkirche hl. Johannes HERIS-ID: 91265 Objekt-ID: 106013                              | neben Hauptstraße 18 Standort KG: Kremsmünster                | Die Kirche besteht schon seit dem 14. Jahrhundert und wurde von der Kremsmünsterer Bürgerschaft nach einem Brand im Jahre 1808 wieder instand gesetzt. Der Bau hat ein Schiff mit einem halbkreisförmigen Abschluss. Die drei Joche sind von flachen Hängekuppeln überspannt. In der Kirche befinden sich zwei Gemälde aus dem Einflussbereich des Kremser Schmidt und barocke Stauen aus dem 18. Jahrhundert. | BDA-Hist.: Q37753966 Status: § 2a Stand der BDA-Liste: 2025-06-30 Name: Kath. Filialkirche hl. Johannes GstNr.: .45 Filialkirche hl. Johannes, Kremsmünster |
| ja   | Datei hochladen | Bürgerhaus, Kuchlschreiberstöckl HERIS-ID: 38019 Objekt-ID: 37516                              | Herrengasse 1 Standort KG: Kremsmünster                       | | BDA-Hist.: Q37978446 Status: Bescheid Stand der BDA-Liste: 2025-06-30 Name: Bürgerhaus, Kuchlschreiberstöckl GstNr.: .34 |
| ja   | Datei hochladen | Bürgerhaus, Kämmererhaus HERIS-ID: 38017 Objekt-ID: 37514                                      | Herrengasse 2 Standort KG: Kremsmünster                       | | BDA-Hist.: Q37978425 Status: Bescheid Stand der BDA-Liste: 2025-06-30 Name: Bürgerhaus, Kämmererhaus GstNr.: .30/1 Kämmererhaus, Kremsmünster |
| ja   | Datei hochladen | Bürgerhaus, Sixtisches Haus HERIS-ID: 38018 Objekt-ID: 37515                                   | Herrengasse 5 Standort KG: Kremsmünster                       | | BDA-Hist.: Q37978434 Status: Bescheid Stand der BDA-Liste: 2025-06-30 Name: Bürgerhaus, Sixtisches Haus GstNr.: .35 |
| ja   | Datei hochladen | Bürgerhaus, Sattlerhaus am Tötenhengst HERIS-ID: 38020 Objekt-ID: 37517                        | Herrengasse 7 Standort KG: Kremsmünster                       | Ein Renaissancebau mit Erkervorbau und Portalhaube entstanden zwischen 1525 und 1550. | BDA-Hist.: Q37978454 Status: Bescheid Stand der BDA-Liste: 2025-06-30 Name: Bürgerhaus, Sattlerhaus am Tötenhengst GstNr.: .36 |
| ja   | Datei hochladen | Bürgerhaus, Kanzleischreiberhaus HERIS-ID: 38021 Objekt-ID: 37518                              | Herrengasse 9 Standort KG: Kremsmünster                       | | BDA-Hist.: Q37978467 Status: Bescheid Stand der BDA-Liste: 2025-06-30 Name: Bürgerhaus, Kanzleischreiberhaus GstNr.: .37 Kanzleischreiberhaus (Marktrichterhaus), Kremsmünster |
| ja   | Datei hochladen | Bürgerhaus, Fixlmillnerhaus HERIS-ID: 38022 Objekt-ID: 37519                                   | Herrengasse 11 Standort KG: Kremsmünster                      | | BDA-Hist.: Q37978477 Status: Bescheid Stand der BDA-Liste: 2025-06-30 Name: Bürgerhaus, Fixlmillnerhaus GstNr.: .38/1 |
| ja   | Datei hochladen | Bürgerhaus, Frau Mengsin-Haus HERIS-ID: 38023 Objekt-ID: 37520                                 | Herrengasse 12 Standort KG: Kremsmünster                      | | BDA-Hist.: Q37978486 Status: Bescheid Stand der BDA-Liste: 2025-06-30 Name: Bürgerhaus, Frau Mengsin-Haus GstNr.: .24/1 |
| ja   | Datei hochladen | Bürgerhaus, Kastenknechthaus HERIS-ID: 38024 Objekt-ID: 37521                                  | Herrengasse 16 Standort KG: Kremsmünster                      | | BDA-Hist.: Q37978495 Status: Bescheid Stand der BDA-Liste: 2025-06-30 Name: Bürgerhaus, Kastenknechthaus GstNr.: .21 |
| ja   | Datei hochladen | Bürgerhaus, Helmbergerhaus HERIS-ID: 38026 Objekt-ID: 37523                                    | Lange Stiege 3 Standort KG: Kremsmünster                      | | BDA-Hist.: Q37978516 Status: Bescheid Stand der BDA-Liste: 2025-06-30 Name: Bürgerhaus, Helmbergerhaus GstNr.: .39/2 |
| ja   | Datei hochladen | Dreifaltigkeitssäule HERIS-ID: 91277 Objekt-ID: 106025                                         | vor Linzer Straße 1 Standort KG: Kremsmünster                 | | BDA-Hist.: Q37754080 Status: § 2a Stand der BDA-Liste: 2025-06-30 Name: Dreifaltigkeitssäule GstNr.: 96 |
| ja   | Datei hochladen | Ehem. Theater, Diglisches Haus HERIS-ID: 91578 Objekt-ID: 106372                               | Margelikweg 2 Standort KG: Kremsmünster                       | → Hauptartikel : Dilettanten-Theaterverein 1812 Kremsmünster f1 | BDA-Hist.: Q98011952 Status: § 2a Stand der BDA-Liste: 2025-06-30 Name: Ehem. Theater, Diglisches Haus GstNr.: .33 Theater am Tötenhengst, Diglisches Haus |
| ja   | Datei hochladen | Marktbrunnen HERIS-ID: 91271 Objekt-ID: 106019                                                 | gegenüber Marktplatz 2 Standort KG: Kremsmünster              | | BDA-Hist.: Q37754060 Status: § 2a Stand der BDA-Liste: 2025-06-30 Name: Marktbrunnen GstNr.: 175/1 |
| ja   | Datei hochladen | Ehem. Tischlerwirt, Eisische Behausung HERIS-ID: 92147 Objekt-ID: 107044seit 2019              | Marktplatz 18 Standort KG: Kremsmünster                       | | BDA-Hist.: Q105646647 Status: Bescheid Stand der BDA-Liste: 2025-06-30 Name: Ehem. Tischlerwirt, Eisi’sche Behausung GstNr.: .100/2 |
| ja   | Datei hochladen | Brunnen HERIS-ID: 91285 Objekt-ID: 106034                                                      | vor Marktplatz 25 Standort KG: Kremsmünster                   | | BDA-Hist.: Q37754118 Status: § 2a Stand der BDA-Liste: 2025-06-30 Name: Brunnen GstNr.: 176/1 |
| ja   | Datei hochladen | Altes Rathaus HERIS-ID: 91203 Objekt-ID: 105950                                                | Rathausplatz 10 Standort KG: Kremsmünster                     | Das alte Rathaus hat einen gotischen Kern und ein Tor von 1524. | BDA-Hist.: Q37753467 Status: § 2a Stand der BDA-Liste: 2025-06-30 Name: Altes Rathaus GstNr.: .19 |
| ja   | Datei hochladen | Kruzifix HERIS-ID: 92167 Objekt-ID: 107066                                                     | bei Tötenhengst 2 Standort KG: Kremsmünster                   | | BDA-Hist.: Q37758487 Status: § 2a Stand der BDA-Liste: 2025-06-30 Name: Kruzifix GstNr.: 10 |
| ja   | Datei hochladen | Volksschule Krühub HERIS-ID: 92059 Objekt-ID: 106952                                           | Guntendorf 32 Standort KG: Krift                              | Abt Ernbert III. Meyer vom Stift Kremsmünster gründete 1786 diese Volksschule. Das heutige Gebäude wurde von 1904 bis 1906 als einklassige Schule errichtet und 1930 um eine Klasse und zwei Lehrerwohnungen erweitert. Seit 1993 ist auch ein Kindergarten in diesem Haus untergebracht. | BDA-Hist.: Q37757848 Status: § 2a Stand der BDA-Liste: 2025-06-30 Name: Volksschule Krühub GstNr.: .98, .99 |
| ja   | Datei hochladen | Bildstock HERIS-ID: 91652 Objekt-ID: 106459                                                    | Standort KG: Mairdorf                                         | | BDA-Hist.: Q37756142 Status: § 2a Stand der BDA-Liste: 2025-06-30 Name: Bildstock GstNr.: 85/2 Bildstock Schacherteiche, Kremsmünster |
| ja   | Datei hochladen | Kath. Filialkirche, Wallfahrtskirche Hl. Kreuz HERIS-ID: 52182 Objekt-ID: 58583                | Mairdorf 14, in der Nähe Standort KG: Sattledt II             | Das Stift Kremsmünster ließ die große kreuzförmige Wallfahrtskirche 1687 bis 1690 nach Plänen von Carlo Antonio Carlone erbauen. Die Kirche wurde aber nie richtig fertiggestellt und erst 1715 geweiht. Erwähnenswert sind auch die mit 1618 bezeichneten Vorhallengitter welche von der Stiftskirche Kremsmünster hierher verlegt wurden. Dabei musste ein zusätzliches Element neu angefertigt werden (erstes Viertel des 18. Jahrhunderts) | BDA-Hist.: Q2542841 Status: § 2a Stand der BDA-Liste: 2025-06-30 Name: Kath. Filialkirche, Wallfahrtskirche Hl. Kreuz GstNr.: .37 Wallfahrtskirche Heiligenkreuz |
| ja   | Datei hochladen | Neumayrgut HERIS-ID: 91677 Objekt-ID: 106486                                                   | Neuhofstraße 29 Standort KG: Sattledt II                      | | BDA-Hist.: Q37756205 Status: § 2a Stand der BDA-Liste: 2025-06-30 Name: Neumayrgut GstNr.: .90 |
| ja   | Datei hochladen | Bildstock HERIS-ID: 92165 Objekt-ID: 107064                                                    | Sipbachzeller Straße 12, in der Nähe Standort KG: Sattledt II | | BDA-Hist.: Q37758454 Status: § 2a Stand der BDA-Liste: 2025-06-30 Name: Bildstock GstNr.: 1326/1 |
| ja   | Datei hochladen | Bürgerhaus, Hörtentalerhaus, Hofrichterhaus HERIS-ID: 38025 Objekt-ID: 37522                   | Kirchberg 1 Standort KG: Unterburgfried                       | Das ehemalige Hofrichterhaus wurde im 18. Jahrhundert errichtet und ist wohl eines der herausragendsten Beispiele für die architektonische Vielfalt des Marktes Kremsmünster. Die Schauseite mit ihren fünf Achsen und dem Giebel in der Mitte ist reich gegliedert und strahlt in hellem Blau. Die Fenster im Obergeschoß sind kunstvoll vergittert und mit vergoldetem Stuck geschmückt. Die Lisenen und die Türen auf der Ostseite sind ebenfalls mit vergoldetem Stuck bekrönt. Die Innenausstattung mit ihren Stuckdecken, Gewölben und Böden stammt überwiegend aus der Zeit der Errichtung. | BDA-Hist.: Q37978504 Status: Bescheid Stand der BDA-Liste: 2025-06-30 Name: Bürgerhaus, Hörtentalerhaus, Hofrichterhaus GstNr.: .44/2 Hörtentalerhaus, Hofrichterhaus (Kremsmünster) |
| ja   | Datei hochladen | Friedhof mit Aufbahrungshalle und Kriegerdenkmal HERIS-ID: 91634 Objekt-ID: 106439             | gegenüber Lärchenwaldstraße 27 Standort KG: Unterburgfried    | | BDA-Hist.: Q37756085 Status: § 2a Stand der BDA-Liste: 2025-06-30 Name: Friedhof mit Aufbahrungshalle und Kriegerdenkmal GstNr.: 81, 82/2 Friedhof Kremsmünster |
| ja   | Datei hochladen | Wohnhaus, sog. Schiedlmühle HERIS-ID: 44585 Objekt-ID: 45409                                   | Linzer Straße 15 Standort KG: Unterburgfried                  | | BDA-Hist.: Q38010142 Status: Bescheid Stand der BDA-Liste: 2025-06-30 Name: Wohnhaus, sog. Schiedlmühle GstNr.: .31, .33 |
| ja   | Datei hochladen | Kalvarienbergkirche zum Gekreuzigten Heiland HERIS-ID: 59898 Objekt-ID: 71572                  | östlich Sandberg 1 Standort KG: Unterburgfried                | Der kreuzförmige Zentralbau mit hervorgehobener Längsachse wurde 1736–1737 auf einer Anhöhe gegenüber dem Stift Kremsmünster errichtet. Vermutlich hat Johann Michael Prunner an der Ausführung mitgewirkt. Auf dem Dach thront ein aufwändig gestalteter barocker Dachreiter. Im Kuppelgewölbe und an den Nischen malte Wolfgang Andreas Heindl ausgezeichnete Fresken. Am Hochaltar befindet sich eine Kreuzigungsgruppe mit lebensgroßen Figuren. Die zwei Ölgemälde an den Seitenaltären sind Werke von Bartolomeo Altomonte. | BDA-Hist.: Q1722750 Status: § 2a Stand der BDA-Liste: 2025-06-30 Name: Kalvarienbergkirche zum Gekreuzigten Heiland GstNr.: .95 Kalvarienberg Kremsmünster |
| ja   | Datei hochladen | Hauptschule HERIS-ID: 113766 Objekt-ID: 132137                                                 | Schulstraße 5 Standort KG: Unterburgfried                     | Anmerkung: Bis 2019 unter der Objekt-ID 107052 als Volks- und Hauptschule geschützt, durch die Einschränkung der Grundstücksnummern von 22/171; 22/173 auf nur noch 22/171 ist der Neubau der Volksschule aus dem Objektumfang entfallen. | BDA-Hist.: Q105647186 Status: Bescheid Stand der BDA-Liste: 2025-06-30 Name: Hauptschule GstNr.: 22/171 |
| ja   | Datei hochladen | Anlage Stift Kremsmünster und Stiftskirche Göttlicher Heiland HERIS-ID: 52220 Objekt-ID: 58750 | Stift 1, u. a. Standort KG: Unterburgfried                    | Das Kloster der Benediktiner liegt am Rande einer Hochterrasse an der Westseite des Kremstales. Die Abtei ist ein Musterstück der barocken Baukunst um 1700 und neben Melk eine der größten Klosteranlagen Österreichs. | BDA-Hist.: Q688659 Status: § 2a Stand der BDA-Liste: 2025-06-30 Name: Anlage Stift Kremsmünster und Stiftskirche Göttlicher Heiland GstNr.: .1, .2, .3, .4, .5, .8, .9, .10, .11, .12, .13/1, .13/2, .13/3, .13/4, .14, .15, .19, .20, .21, .24, .25, .84/2, .84/3, .127, .132, 98, 99, 100/1, 101, 102, 103, 104, 105, 112, 118/1, 121/1, 121/2, 122/1,122/2, 123, 129, 130, 131, 132, 134, 139, .22, .18 Stift Kremsmünster |
| ja   | Datei hochladen | Exercitienhaus Subiaco, Ursprungsbau von Hans Steineder HERIS-ID: 91678 Objekt-ID: 106487      | Subiacostraße 22 Standort KG: Unterburgfried                  | Das Exercitienhaus wurde 1931 bis 1932 nach Plänen des Architekten Hans Steineder errichtet. In den Jahren 1964, 1984 und 2002 hat man es erweitert und umgebaut. | BDA-Hist.: Q37756217 Status: § 2a Stand der BDA-Liste: 2025-06-30 Name: Exercitienhaus Subiaco, Ursprungsbau von Hans Steineder GstNr.: 70/2 |
| ja   | Datei hochladen | Kalvarienberg/Kreuzweg HERIS-ID: 91590 Objekt-ID: 106386                                       | Standort KG: Unterburgfried                                   | Die Kreuzwegstationen wurden zusammen mit der Kirche am Kalvarienberg geschaffen. Die letzte Station mit der Darstellung des heiligen Grabes ist von einer doppelläufigen geschwungenen Treppe umgeben. | BDA-Hist.: Q64692057 Status: § 2a Stand der BDA-Liste: 2025-06-30 Name: Kalvarienberg/Kreuzweg GstNr.: 255/1 Kalvarienberg Kremsmünster |
| ja   | Datei hochladen | Bauernhof Regauer HERIS-ID: 38027 Objekt-ID: 37524                                             | Regau 9 Standort KG: Wolfgangstein                            | Das Anwesen ist der ehemalige Gutshof des Stiftes Kremsmünster aus der Zeit um 1640. Der Wohntrakt und der ehemalige Rossstall sind noch weitgehend unverändert erhalten. Die frühbarocke Putzfassade ist in „Schilf- oder Besenbundtechnik“ hergestellt und weist eine Scheinquadrierung der Ecken, Fensterrahmungen und Geschoßbänder in dieser Lochputztechnik auf. Im Innenbereich findet man reich geschnitzte Riemlingdecken und historische Fußböden aus breiten Pfosten. Im Obergeschoß sind wertvolle Kreuzstockfenster mit überwiegend originaler, bleigefasster Wabenverglasung erhalten. | BDA-Hist.: Q37978526 Status: Bescheid Stand der BDA-Liste: 2025-06-30 Name: Bauernhof Regauer GstNr.: .12 |

## Ehemalige Denkmäler
| Foto |                 | Denkmal                                                                                | Standort                         | Beschreibung | Metadaten |
| ---- | --------------- | -------------------------------------------------------------------------------------- | -------------------------------- | ------------ | --- |
| ja   | Datei hochladen | Ehem. Brodermühle, ehem. Wasserwerk Bad Hall HERIS-ID: 91624 Objekt-ID: 106428bis 2022 | Egendorf 5 Standort KG: Kremsegg |              | BDA-Hist.: Q37756070 Status: § 2a Stand der BDA-Liste: 2022-07-01 Name: Ehem. Brodermühle, ehem. Wasserwerk Bad Hall GstNr.: .72 |